# Natalis Cochin
Noël (Natalis) Cochin, född 1622, död 1695 i Venedig, var en italiensk eller tysk tecknare. Cochin anlitades av Erik Dahlbergh 1688 för att medverka i illustrerandet av Samuel von Pufendorfs De rebus a Carolo Gustavo gestis som utgavs i Nürnberg 1696.